# Кратеропа маскова
Кратеро́па маскова (Turdoides sharpei) — вид горобцеподібних птахів родини Leiothrichidae. Мешкає в регіоні Африканських Великих озер. Раніше вважався конспецифічним з чорновуздечковою кратеропою. Вид названий на честь англійського орнітолога Річарда Боудлера Шарпа.

## Підвиди
Виділяють два підвиди:
- T. s. vepres Meinertzhagen, R, 1937 — гора Кенія;
- T. s. sharpei (Reichenow, 1891) — від сходу ДР Конго і Уганди до південно-західної Кенії і західної Танзанії.

## Поширення і екологія
Маскові кратеропи мешкають в Кенії, Танзанії, Уганді, Руанді, Бурунді і Демократичній Республіці Конго. Вони живуть у вологих рівнинних тропічних лісах, сухих саванах і чагарникових заростях, на луках і пасовищах, в садах. Зустрічаються на висоті від 100 до 2425 м над рівнем моря.